# Hamamelidales
Hamamelidales is een botanische naam, voor een orde van bloeiende planten: de naam is gevormd uit de familienaam Hamamelidaceae.
Het Cronquist-systeem (1981) erkende een orde onder deze naam en plaatste deze in de onderklasse Hamamelidae. De samenstelling was de volgende:
- orde Hamamelidales
  - familie Cercidiphyllaceae
  - familie Eupteleaceae
  - familie Hamamelidaceae
  - familie Myrothamnaceae
  - familie Platanaceae

Dit is dezelfde samenstelling als de orde had in het Wettstein-systeem (1935), al werd daar bij de plaatsing van de Myrothamnaceae een vraagteken gezet, met ook een plaatsing in de Rosales een mogelijkheid; de orde werd daar geplaatst in de onderklasse Choripetalae. In het APG II-systeem (2003) bestaat deze orde niet en worden de planten verspreid over de ordes Gunnerales, Proteales, Ranunculales, Saxifragales.